# Crepidium myosotis
Crepidium myosotis är en orkidéart som beskrevs av Mark Alwin Clements och David Lloyd Jones. Crepidium myosotis ingår i släktet Crepidium, och familjen orkidéer. Inga underarter finns listade i Catalogue of Life.